# Modelo de Levenspiel
Una gráfica de Levenspiel es un modelo gráfico utilizado en ingeniería de reacción química para determinar el volumen requerido de un reactor químico basándose en datos experimentales de la reacción química que tiene lugar en él. Recibe su nombre en honor al profesor de ingeniería química Octave Levenspiel.

## Derivación
Para un reactor de tanque agitado continuo (CSTR), aplica la relación siguiente:
{\displaystyle V=F_{Ao}\left({\frac {1}{-r_{A}}}\right)X}
donde:
- {\displaystyle V} es el volumen del reactor.
- {\displaystyle F_{Ao}} es el caudal molar por unidad de tiempo del reactivo de entrada A.
- {\displaystyle X} es la conversión del reactivo A.
- {\displaystyle -r_{A}} es la tasa de desaparición del reactivo A por unidad de volumen por unidad de tiempo.

Para un reactor de flujo de pistón (PFR), se aplica la  siguiente relación:
{\displaystyle V=F_{Ao}\int _{0}^{X}{\frac {1}{-r_{A}}}dX}
Si {\displaystyle F_{Ao} \over -r_{A}} se traza como una función de {\displaystyle X}, el volumen requerido para lograr una conversión específica se puede determinar dado un caudal molar de entrada.
El volumen de un CSTR necesario para lograr una conversión determinada a un caudal determinado es igual al área del rectángulo con una altura igual a {\displaystyle F_{Ao} \over -r_{A}} y un ancho igual a {\displaystyle X}. El volumen de un PFR necesario para lograr una conversión determinada a un caudal determinado es igual al área bajo la curva de {\displaystyle F_{Ao} \over -r_{A}}trazada contra {\displaystyle X}.